# Helene Freifrau von Bothmer

Helene von Bothmer 1989 mit dem Bundesverdienstkreuz und der Verdienstmedaille von Baden-Württemberg

Marta Helene Freifrau von Bothmer, geborene Marta Helene Davis (* 8. Dezember 1908 in Bolivar, Missouri, USA; † 22. Februar 1996 in Wilsonville, Oregon, USA) war ein amerikanisch-deutsches Model und Museumskuratorin. Sie wurde durch Heirat Eigentümerin des Fürstenhäusles und Museumskuratorin und stiftete 1956 den Meersburger Droste-Preis.

## Jugend, Modelkarriere und Verheiratung in den USA

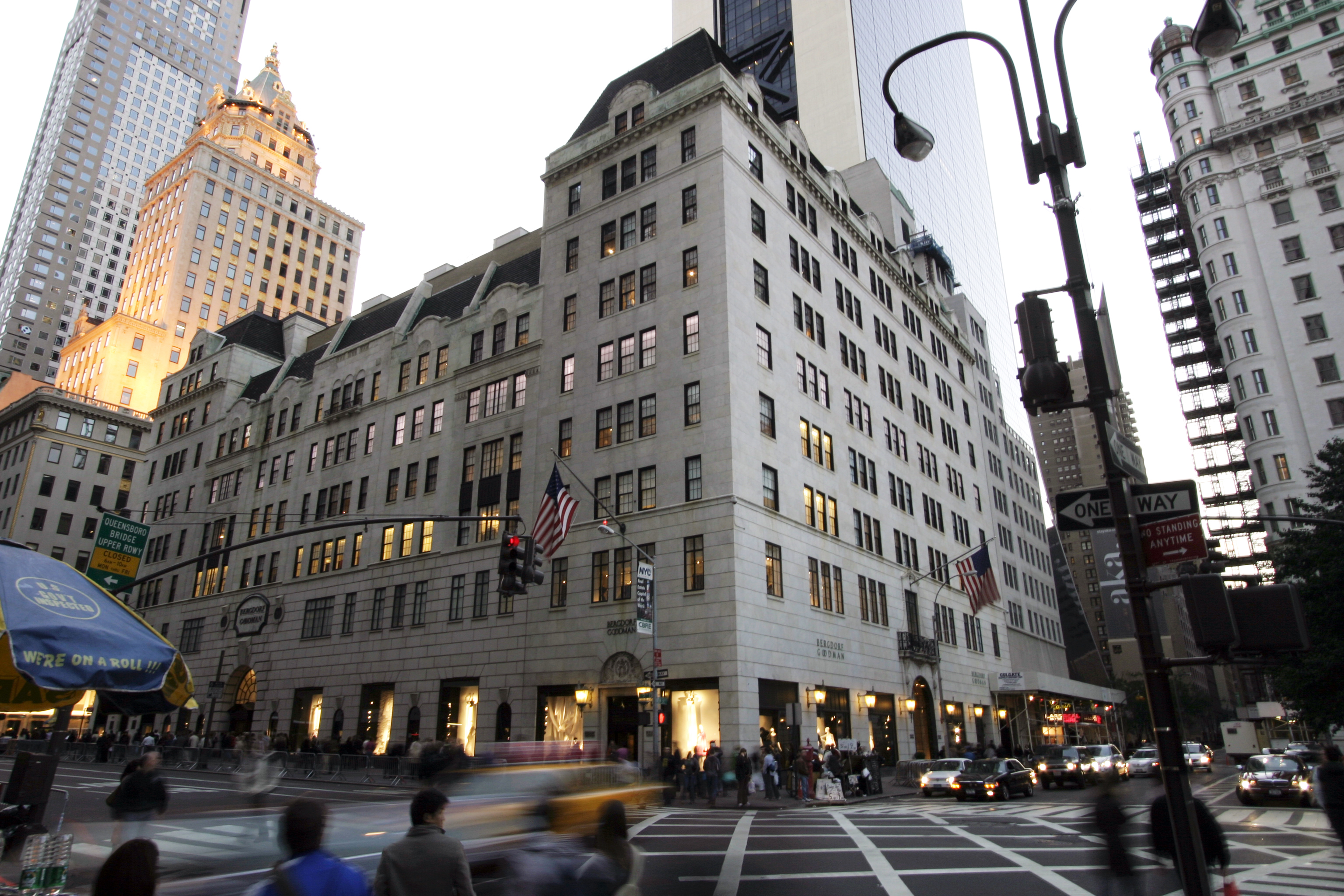
Das Haupthaus von Bergdorf Goodman (2007)

Marta Helene Davis wurde als siebentes Kind von William Davis und Mona Frady in einem kleinen Ort in Missouri im Mittleren Westen geboren. Ihr Vater, ein Notar, stammte aus einer alten Familie von Irisch-Amerikanern, die – wie auch die Familie der Mutter – Plantagen in Carolina besessen hatte; er war ein Großneffe des Präsidenten der Südstaaten, Jefferson Davis, dessen jüngste Tochter Varina Anne Davis in Karlsruhe erzogen worden war. Auch eine Indianerin gehörte zu Helenes Vorfahren. Als Kind war Helene schüchtern, unsicher und unglücklich. Mit vierzehn Jahren folgte sie ihrer Mutter, die sich vom Vater trennte, und zog zunächst nach Tennessee, wo ihre Mutter als Abfindung ein Kohlebergwerk erhalten hatte. Nach dessen Verkauf lebten sie in Chicago, wo Helene die High-School mit 18 Jahren abschloss. Einer ihrer Lehrer empfahl ihr wegen ihres Aussehens und Bewegungstalents eine Arbeit als Model. Gegen den Widerstand ihrer Mutter heiratete sie, was erst durch ihre Autobiographie bekannt wurde, sehr jung einen Barpianisten, der sie verließ. Sie arbeitete zunächst, auf Anhieb erfolgreich, für Werbeagenturen, schließlich im eleganten Chicagoer Blackstone Fashion Shop. Sie wurde bald bekannt, weil 1933 der Maler Ernest Brierly mit einem Porträt von ihr den ersten Preis bei der Weltausstellung A Century of Progress gewann. Ihre Karriere setzte sie ab 1932 in New York City für das Luxuskaufhaus Bergdorf Goodman fort, das u. a. auf Pariser Mode spezialisiert war und zu dessen Starmodel sie avancierte. Zusätzlich ließ sie sich zur Modezeichnerin ausbilden und bildete sich u. a. durch den Besuch kultureller Veranstaltungen fort. In New York heiratete sie – gegen die Warnungen ihrer Verwandten vor Hitler-Deutschland – presseöffentlich am 29. August 1936 den vielsprachigen Heinrich von Bothmer-Schwegerhoff (geb. am 1. Januar 1897 in Charlottenburg), der damals in New York für die Carl-Schurz-Gesellschaft im deutsch-amerikanischen Kulturaustausch arbeitete, nachdem er auf Wunsch seines Vaters eine landwirtschaftliche Ausbildung absolviert hatte.

## Übersiedelung nach Berlin im Zweiten Weltkrieg
Heinrich von Bothmer stellte Helene seinen Eltern, den Besitzern von Gut Schwegerhoff in Ostercappeln bei Osnabrück, erstmals bei einem Besuch 1938 vor. Dies war ihre erste Begegnung mit der deutschen Sprache und Kultur, die ihr bis dahin unbekannt gewesen waren. Am 20. Februar 1940 starb Heinrichs Mutter, Carola von Bothmer, geb. Freiin Droste zu Hülshoff, eine Tochter des Heinrich von Droste zu Hülshoff, des Besitzers von Burg Hülshoff und Neffen der Dichterin Annette von Droste-Hülshoff. Heinrich von Bothmers Vater Walter, der schon 75 Jahre alt war, bat ihn als seinen einzigen Sohn um Unterstützung. Weil der Atlantik 1940 wegen des U-Boot-Krieges unsicher war, reiste das Paar über San Francisco mit dem Schiff nach Japan und von Wladiwostok unter abenteuerlichen Umständen mit der Transsibirischen Eisenbahn über Polen nach Berlin. Entgegen der Planung wurde Heinrich als Kenner der USA zur Unterstützung der Protokollabteilung des Auswärtigen Amts verpflichtet. Wegen seiner Kritik am deutschen Angriffskrieg durch die Nazis unter Druck, stellte sich Heinrich als Kriegsberichterstatter an der Ostfront zur Verfügung. Helene entging der Verpflichtung zum Arbeitsdienst zunächst in Wien als Modezeichnerin für ein Filmprojekt und – nachdem ihre US-Herkunft entdeckt worden war – wieder in Berlin in der Pflege Kriegsverletzter beim Deutschen Roten Kreuz.

## Kriegs- und Nachkriegszeit in Ostercappeln

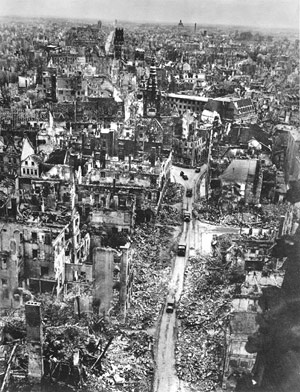
Im zerbombten Münster (hier Zustand 1945) zahlte Helene von Bothmer 1945 einen Kredit ab

Wegen der zunehmenden Luftangriffe der Alliierten auf Berlin – einmal wurde sie mit ihrem Mann in einer Unterführung verschüttet – floh Helene zu ihrem Schwiegervater nach Ostercappeln. Dort half sie ihm, den Familienbesitz zu retten. Dieser sollte nach der Gesetzgebung des Dritten Reiches enteignet werden, weil er verschuldet war und nicht selbst von einem Landwirt geführt wurde. Allerdings gelang es Helene trotz Praktika mit körperlicher Schwerarbeit in zwei Lehrhöfen nicht, eine landwirtschaftliche Ausbildung abzuschließen: Sie scheiterte beim Versuch, Kühe zu melken, doch versank Deutschland bald danach im Chaos. Nach einem kurzen Wiedersehen mit ihrem Mann Heinrich, dessen Briefe sie während seiner Jahre an der Ostfront nicht erreicht hatten, 1945 an seinem Stationierungsort am Rhein, geriet Helene in die deutsch-amerikanischen Kämpfe um die Ludendorff-Brücke in Remagen. Sie schlug sich zu Fuß, mit dem Fahrrad und als Anhalterin unter Lebensgefahr nach Ostercappeln durch. Im Bombenangriff auf Altenkirchen (Westerwald) wäre sie fast umgekommen. Auf einen grausigen Fund in den Trümmern des Hotels, in dem sie eigentlich Schutz suchen wollte, spielt der Titel Asche und Rubin ihrer Biographie an. Zurückgekehrt nach Ostercappeln gelang es ihr, die Schulden des Gutes zu begleichen: Sie brachte mit dem Fahrrad einen Koffer Bargeld, das aus einem Gemäldeverkauf ihres Schwiegervaters stammte, zu seiner Bank im 77 km entfernten Münster, obwohl die Stadt und auch die Bank vollständig in Trümmern lagen. Sie war dabei dem Beschuss durch Tiefflieger ausgesetzt und fand Unterschlupf bei den Verwandten in Burg Hülshoff. Der Bankdirektor annullierte den Schuldschein und sie durfte den Geldkoffer wieder mitnehmen. Auch half sie beim Verstecken und der Rettung von Wertgegenständen der Familie. Zu ihren schrecklichsten Erlebnissen zählte sie auch die Bergung der Opfer eines Flugzeugabschusses in unmittelbarer Nähe des Gutshauses. Nach der Kapitulation gelang es ihr mit Hilfe des britischen Militärgouverneurs von Osnabrück, ihren Mann, der unter schweren Kriegstraumata und den Folgen eines Schlaganfalles litt, aus französischer Kriegsgefangenschaft zu befreien, in der er nur knapp einem Massaker entkommen war.

## Wiedereinrichtung des Droste-Museums Fürstenhäusle in Meersburg

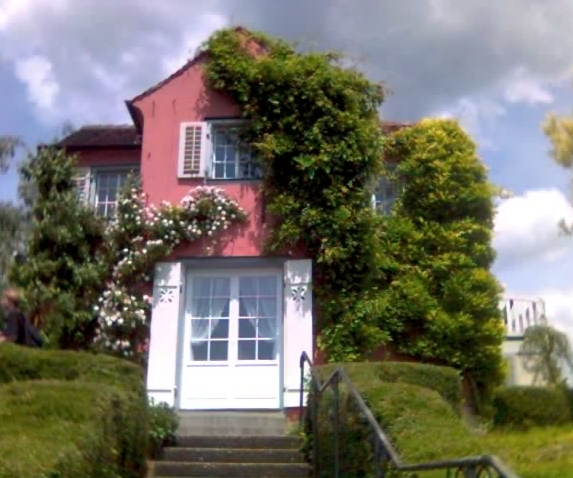
Fürstenhäusle in Meersburg, 1950–1960 im Besitz von Helene von Bothmer, bis 1977 ihr Wohnsitz

Das Gutshaus Schwegerhoff war 1947 noch durch Flüchtlinge überfüllt, so dass der Aufenthalt dort zur Genesung von Helenes Mann nicht geeignet war. Heinrich, der über seine Mutter ein Urgroßneffe der Dichterin Annette von Droste-Hülshoff war und deren früheres Eigentum, das idyllisch gelegene Fürstenhäusle in Meersburg, geerbt hatte, zog mit ihr dorthin. Nach dem Tod der letzten Erbin der Dichterin, Hildegard von Laßberg, hatte es ihr Vetter Carl Caspar von Droste zu Hülshoff gekauft, er hatte es nach einer Vergrößerung als seinen Alterssitz bis 1922 bewohnt. Dessen Witwe Marie, geb. von Bothmer-Schwegerhoff, hatte dort 1923 einen ersten Museumsbetrieb eingerichtet und es dann ihren Verwandten in Schwegerhoff verkauft. Als Helene und Heinrich von Bothmer dort eintrafen, war das Fürstenhäusle demoliert, leergeräumt und durch Flüchtlinge okkupiert. Um es wieder bewohnbar zu machen, aber auch mit dem Wunsch, dort den 100. Todestag der Dichterin feiern zu können, war der schwerkranke Heinrich auf seine Frau angewiesen. Es gelang ihr, alle Widerstände, die ihr als Amerikanerin anfänglich bereitet wurden, mithilfe des aus dem Elsass stammenden Kreisgouverneurs der französischen Besatzungstruppen, Colonel Lindemann, zu überwinden, der ein Verehrer der Dichterin war. Auch gelang ihr, aus der Verwandtschaft weitere Leihgaben für das Museum zu erhalten. Durch die harte, auch handwerkliche, Arbeit von Helene konnte das Fürstenhäusle im Rahmen der 100-Jahr-Feier am 24. Mai 1948 und auch danach durch Dichterlesungen und Konzerte in die Öffentlichkeit treten.

## Wirken als Museumseigentümerin und dritte Ehe

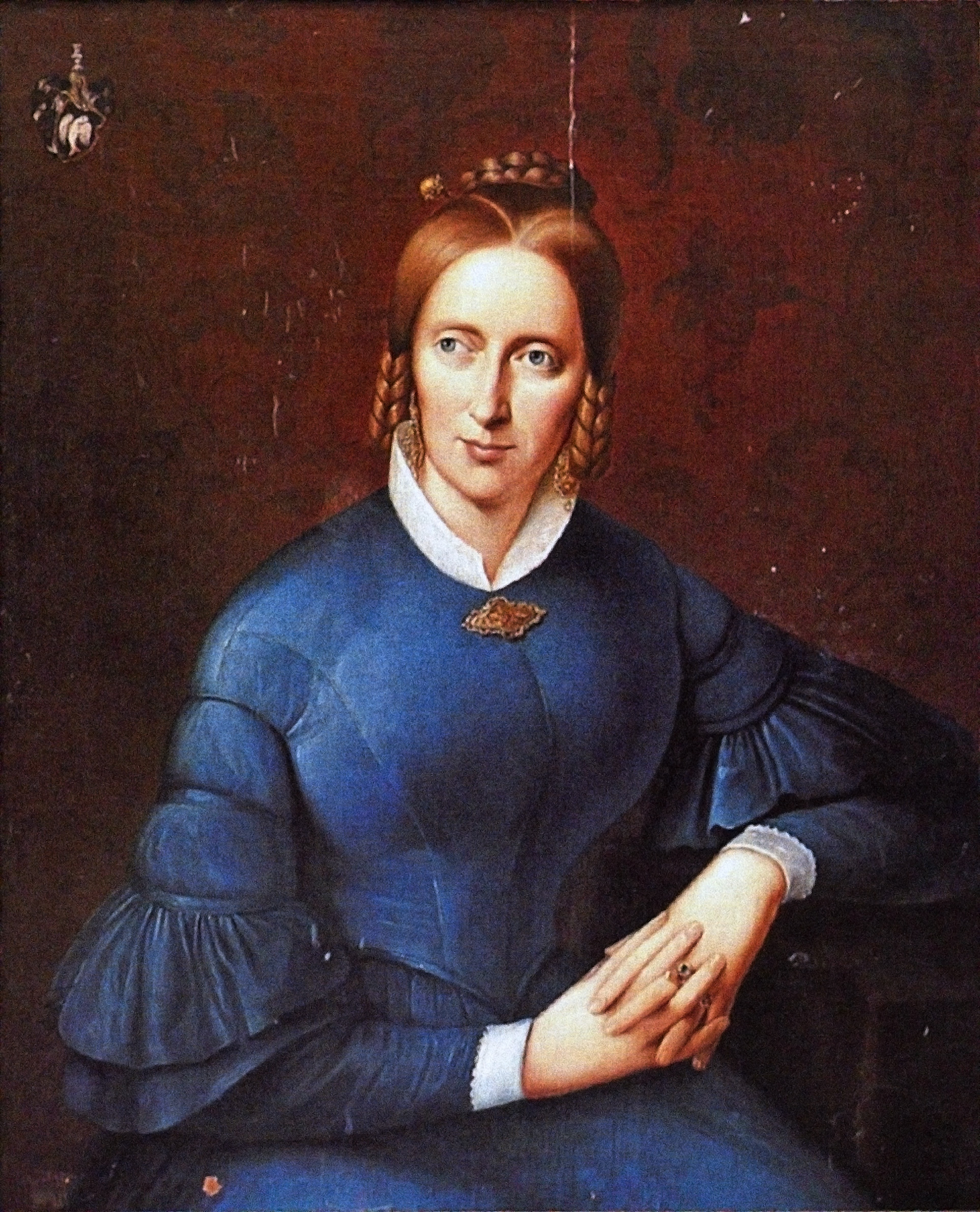
Annette Freiin Droste zu Hülshoff

Auf Heinrichs Wunsch wurde Helene noch kurz vor seinem Tod am 18. Oktober 1950 – in Heiligenberg (Bodenseekreis) – mit ihm katholisch getraut. Er wurde in der Grabstätte der Freiherren von Laßberg und Droste zu Hülshoff auf dem Friedhof in Meersburg beigesetzt. Helene, Erbin des Fürstenhäusle, hatte ihm versprochen, das Museum weiter zu führen. Dies gelang ihr, auch geschäftlich erfolgreich, mithilfe des Verkaufs der Werke der Dichterin. Helene arbeitete sich, obwohl sie zeitlebens einen leichten amerikanischen Akzent behielt, so gut in die deutsche Sprache und in das Werk der Dichterin ein, dass sie persönlich die Museumsbesucher führen und die Besucherzahlen erheblich steigern konnte. Sie stellte dabei Einsamkeit und zweites Gesicht der Dichterin in den Vordergrund und erregte damit menschliche Anteilnahme. Unzutreffend dagegen waren von der Presse aufgestellte Behauptungen, die Dichterin habe selbst das Fürstenhäusle bewohnt und sie, Helene, sei selbst eine Ur-Großnichte der Dichterin, Freifrau oder „baroness“ (der Familienzweig ihres Mannes führte diesen Titel nicht). Helene identifizierte sich so mit ihrer Aufgabe, dass sie die Besucher beeindruckte, wie zahlreiche begeisterte Dankesbriefe und Gästebucheintragungen belegen. In ihrer Korrespondenz beantwortete sie Fragen zu Person und Werk der Dichterin, vermittelte Kontakte und förderte die Bildung v. a. junger Menschen. Die Arbeit des jetzt wesentlich reichhaltiger eingerichteten Museums wurde besonders durch den Kulturpolitiker Arno Hennig unterstützt. Am 12. November 1951 heiratete Helene den Droste-Verehrer Otto Vollnhals, Miteigentümer der Motorenfabrik München-Sendling, mit dem sie u. a. eine Italienreise unternahm, der jedoch schon am 24. April 1952 starb.

## Stiftung des Meersburger Droste-Preises und vierte Ehe

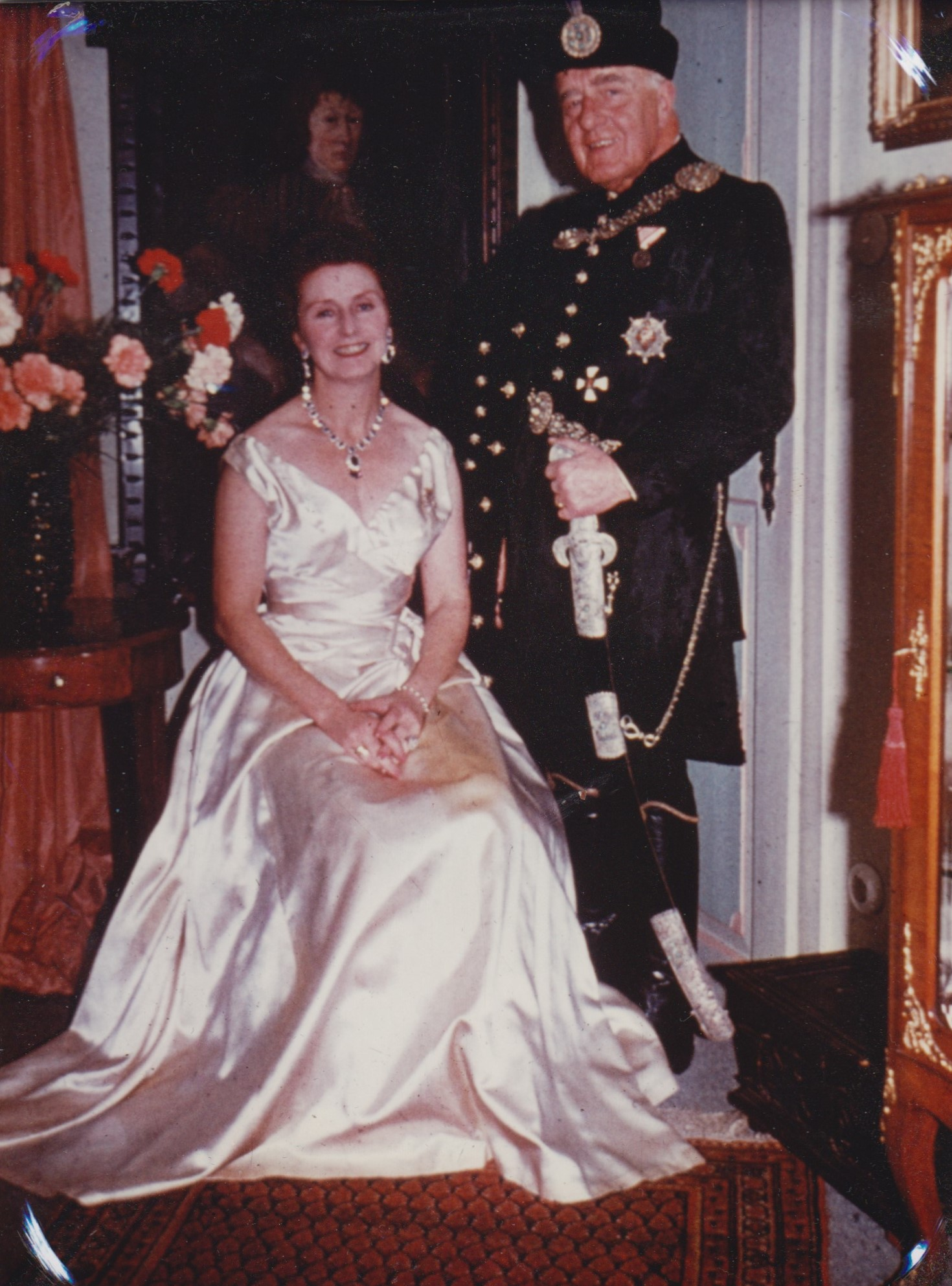
Helene von Bothmer und Karl Graf von Bothmer (Hochzeit)

Nach dem Tod ihres Schwiegervaters übernahm Helene das Gut Schwegerhoff, gab es aber weiter an die Verwandten ihres Mannes, die Grafen von Bothmer. 1952, anlässlich des 105. Todestags der Dichterin, wurde Helene Mitbegründerin des Internationalen Bodenseeclubs und stiftete den Droste-Preis, den später die Stadt Meersburg übernahm. In diesem Jahr sah Helene einen Vetter ihres verstorbenen Mannes aus dem ungarischen Familienzweig wieder, Karl Graf von Bothmer, ehemaliger ungarischer Gesandter in der Schweiz. Sie hatte ihn bereits in Berlin kennengelernt, als er ungarischer Generalkonsul in Wien war. Sie heirateten am 13. November 1953 in Bern und mit ihm lebte Helen dort – wenn sie nicht auf Reisen (u. a. in die USA, nach Ungarn, Israel) waren – im Winterhalbjahr. Später, bis zu seinem Tod am 28. November 1971, lebten sie ganz im Fürstenhäusle, das sie um einen Anbau erweitert hatten. Auch er wurde im Familiengrab Laßberg-Droste zu Hülshoff bestattet. Helene und Karl standen mit vielen Persönlichkeiten der Zeitgeschichte in Kontakt, unter anderem mit Zita von Bourbon-Parma sowie ihrem Sohn Otto von Habsburg und mit vielen Autoren wie Reinhold Schneider, Gertrud von le Fort, Werner Bergengruen, Nelly Sachs, Christine Busta, Rose Ausländer, Hilde Domin, Dino Larese und ihrer Freundin und späteren Biographin Monika Taubitz. 1960 verkaufte Helene das Fürstenhäusle mit Inventar für 200.000 DM an das Land Baden-Württemberg, arbeitete und wohnte dort aber weiter als Kuratorin bis 1977. Damals wohnte bei ihr auch zeitweilig Wilderich von Droste zu Hülshoff, mit dessen Familie sie eng verbunden blieb.

## Übergabe des Fürstenhäusle und Rückkehr in die USA
1977 übergab sie die Betreuung des Fürstenhäusle an das Musiker-Ehepaar Anton Johannes Schmid und Gerlinde Schmid-Nafz, lebte aber bis 1985 weiter in Meersburg. Sie stiftete der Droste-Hülshoff-Schule in Friedrichshafen noch damals eine Büste der Dichterin. Die Winter verbrachte sie in ihrer Wohnung in Clearwater (Florida), USA, bevor sie 1993 endgültig in ein Seniorenstift in Wilsonville (Oregon), USA zog. Auch dort setzte sie sich für den deutsch-amerikanischen Kulturaustausch ein. In Wilsonville hielt sie noch 1995 einen Vortrag über ihre Zeit in Meersburg. Ihre ebenfalls betagte Mitbewohnerin Kathleen Wiley Pietsch interviewte sie und verfasste ihre englischsprachige „Autobiografie“. Dort ist sie, betreut von dort lebenden Verwandten, am 22. Februar 1996 verstorben. Auf ihren Wunsch wurde ihre Urne am 12. März 1996 nach einem katholischen Gedächtnisgottesdienst unter großer Anteilnahme der Familien und der Öffentlichkeit auf dem Friedhof Meersburg im Familiengrab in Meersburg beigesetzt. Die deutsch-englische Trauerrede hielt Wilderich von Droste zu Hülshoff.

## Ihr Erbe in den USA
Helene hielt in den USA Kontakt zu ihrem Neffen Charles Davis, dessen Frau und deren Söhnen in Kalifornien. Ein früh verstorbener Sohn dieser Familie, Paul, hatte in den 1970er Jahren bei ihr im Fürstenhäusle gelebt und Architektur in Deutschland studiert. Dessen jüngerer Bruder, George Criser Davis, geboren 1952 in Santa Monica, damals Hilfslehrer an einer Highschool, holte Helene in die Nähe seines Wohnorts Beaverton (Oregon). Nach ihrem Tod wurde er Helenes Erbe.
George Criser Davis führt seit 1996 den Namen Graf und Freiherr von Bothmer. Er ist in einem Vaterschaftsprozess vor dem Washington County Circuit Court mit der Behauptung durchgedrungen, er sei ein leiblicher Nachkomme der Helene und des Karl Graf von Bothmer. Dies habe Helene kurz vor ihrem Tod bezeugt. In mehreren Presseberichten, die in Oregon und Washington erschienen, wird dies bezweifelt. Es ist wegen der widersprüchlichen Urkunden, wegen des Alters von Helene (44 Jahre zum Zeitpunkt der Geburt) und angesichts vorheriger „Geheimhaltung“ auch unwahrscheinlich. Seine – nach einer früheren Geburtsurkunde – leibliche Mutter, Wilda Gretzinger, Autorin von Romanen, publizierte 1996 eine von Helene autorisierte Biografie. Die ihr zugrunde liegenden Fakten stimmen mit der Familienüberlieferung in Deutschland überein. Nach dieser Quelle unternahm Helene die erste gemeinsame USA-Reise mit Karl erst nach seinem Ausscheiden aus dem diplomatischen Dienst 1956, von einem Besuch der Familie von George ist nicht die Rede.
George Criser Davis zeigte in seinem Haus im Staat Washington gern die ererbten Wertgegenstände aus den Adelsfamilien Droste zu Hülshoff und Bothmer. Dort wurde er – mit leichten Verletzungen – 2012 Opfer eines Raubüberfalls, über den die örtliche Presse ausführlich berichtete.

## Ehrungen
- 1972: Ehrenbürgerin von Mobile (Alabama), USA
- 1978: Verdienstmedaille des Landes Baden-Württemberg
- 1988: Verdienstorden der Bundesrepublik Deutschland